# Krzewie (stacja kolejowa)
Krzewie – stacja kolejowa w Krzewiu, w województwie łódzkim, w Polsce. Znajdują się tu 2 perony.

## Ruch pasażerski[1]
| Rok  | Wymiana pasażerska na dobę |
| ---- | -------------------------- |
| 2017 | 0-9                        |
| 2018 | 0-9                        |
| 2019 | 0-9                        |
| 2020 | 0-9                        |
| 2021 | 0-9                        |
| 2022 | 0-9                        |
| 2023 | 0-9                        |

Jest to jeden z przystanków o najmniejszej w kraju dziennej wymianie pasażerskiej.